# BMW R 24
La BMW R 24 est un modèle de motocyclette construite par la compagnie BMW de 1948 à 1950.